# Marcel Stenne
Marcel Stenne était le Curé de Stoumont en province de Liège. Responsable de la colonie épiscopale des enfants de stoumont: "Au Grand Air". Il hébergea, au péril de sa vie 14 enfants juifs originaires de Liège, Bruxelles et Anvers de 1942 à la fin de la guerre. Il fut aidé dans cette tâche par son neveu, l'abbé Emmanuel Schmitz ,

En plus de ses protégés, l'Abbé Stenne accueillit régulièrement pour plusieurs semaines des dizaines d'enfants juifs "en transit". Il leur conseillait de se fondre dans la masse et de ne surtout jamais révéler leur judaïcité. Certains d'entre eux servirent les offices religieux comme chantres ou enfants de cœur. L'abbé Stenne fut reconnu "Juste parmi les nations" par l'Institut Yad Vashem.

## Reconnaissances
- En 1988, il fut reconnu Juste parmi les nations, par  l'Institut Yad Vashem.